# غليبنير (مانغا)
غليبنير (باليابانية: グレイプニル، بالروماجي: Gureipuniru) هي سلسلة مانغا يابانية من تأليف ورسم سون تاكيدا، نشرت من قبل كودانشا، منذ 6 أكتوبر عام 2015. أنتجت إلى مسلسل أنمي تلفزيوني من قبل استوديو باين جام، عرض الأنمي في 5 أبريل عام 2020 واستمر عرضه حتى 28 يونيو عام 2020، وتكون من 13 حلقة.

## القصة
تدور أحداث القصة عن شويتشي كاغايا، هو طالب في مدرسة ثانوية، ويملك القدرة على التحويل إلى لباس وحش غريب يشبه الكلب العملاق. بعد إنقاذ افتاة اسمها كلير أوكي من مستودع مستعر بالنيرن، يساعدها فيالبحث عن شقيقتها الكبرى.

## الشخصيات
شويتشي كاغايا (باليابانية: 加賀谷 修一، بالروماجي: Kagaya Shuichi)
أداء صوتي: ناتسوكي هاناي، ناتسومي فوجيوارا (أيام الشباب)
كلير أوكي (باليابانية: 青木 紅愛، بالروماجي: Aoki Kurea)
أداء صوتي: ناو توياما
إيلينا أوكي (باليابانية: 青木 江麗奈، بالروماجي: Aoki Erena)
أداء صوتي: كانا هانازاوا
ألين (باليابانية: 宇宙人، بالروماجي: Uchūjin)
أداء صوتي: تاكاهيرو ساكوراي
نانا ميفومي (باليابانية: 三船 奈々، بالروماجي: Mifune Nana)
أداء صوتي: ميكو إيتو
أبوكاوا (باليابانية: アブカワ، بالروماجي: Abukawa)
أداء صوتي: يوشياكي هاسيغاوا
هيكاوا (باليابانية: 氷川، بالروماجي: Hikawa)
أداء صوتي: شيزوكا إيشيغامي
تادانوري سانبي (باليابانية: 三部 忠則، بالروماجي: Sanbe Tadanori)
أداء صوتي: هيروكي ياسوموتو
تشيهيرو يوشيوكا (باليابانية: 吉岡 ちひろ، بالروماجي: Yoshioka Chihiro)
أداء صوتي: كانا إيتشينوسي
إيكيوتشي (باليابانية: 池内، بالروماجي: Ikeuchi)
أداء صوتي: شويا تشيبا
يوبارو (باليابانية: スバル، بالروماجي: Subaru)
أداء صوتي: يو تايتشي

## وصلات خارجية
- الموقع الرسمي (باليابانية)
- موقع الأنمي الرسمي (باليابانية)
- غليبنير (مانغا) على موقع ANN manga (الإنجليزية)